# Tríada de Whipple
La tríada de Whipple és una col·lecció de tres signes (anomenats criteris de Whipple) que suggereix que els símptomes d'un pacient són el resultat d'una hipoglucèmia que pot indicar un insulinoma. Esl trets essencials són: símptomes d'hipoglucèmia, concentració de glucosa baixa de plasma sanguini i alleujament dels símptomes quan augmenta la concentració de glucosa en plasma. Va ser descrit per primera vegada pel cirurgià de pàncrees Allen Whipple, que tenia com a objectiu establir criteris per buscar un insulinoma en la cirurgia exploratòria del pàncrees.

## Definició
La tríada de Whipple s'indica en diverses versions. Les condicions essencials són:
1. Símptomes coneguts o probables que siguin causats per hipoglucèmia, especialment després del dejuni o exercici intens.[1][2]
2. Una concentració baixa de glucosa en plasma sanguini mesurada en el moment dels símptomes.[1][2] Es pot mesurar com una concentració de glucosa en plasma sanguini inferior a 55 mg/dl.[2]
3. Alleujament dels símptomes quan augmenta el nivell de glucosa.[1][2]